# Into the New World (bài hát)
"Into the New World" (Hangul: 다시 만난 세계; chuyển tự: Dasi Mannan Segye) là đĩa đơn đầu tay của nhóm nhạc nữ Hàn Quốc Girls' Generation, được SM Entertainment phát hành vào ngày 3 tháng 8 năm 2007.

## Phát hành và quảng bá
Girls' Generation biểu diễn "Into the New World" lần đầu tiên đồng thời chính thức ra mắt công chúng vào ngày 5 tháng 8 năm 2007 trên chương trình âm nhạc Inkigayo. "Into the New World" và "Perfect for You" sau đó được phát hành lại trong album phòng thu đầu tay của Girls' Generation. Một phiên bản phối lại của bài hát được phát hành vào ngày 12 tháng 9 năm 2007. Bài hát đã giúp nhóm giành được chiến thắng đầu tiên trong sự nghiệp trên chương trình âm nhạc M! Countdown vào ngày 11 tháng 10 năm 2007.

## Video âm nhạc
Video âm nhạc của "Into the New World" được ra mắt vào ngày 1 tháng 8 năm 2007, hai ngày trước khi đĩa đơn được phát hành. Video lồng ghép màn biểu diễn vũ đạo của bài hát ở hai địa điểm với các phân đoạn chín thành viên thực hiện các hoạt động khác nhau: Yoona thiết kế một bộ trang phục, Taeyeon và Sooyoung sửa và lái một chiếc máy bay, Yuri làm việc ở một tiệm cà phê, Hyoyeon mua giày và luyện tập vũ đạo, Sunny và Jessica sơn graffiti, Tiffany sửa và sơn lại một chiếc xe máy, và Seohyun luyện tập ba lê trên tầng thượng của một tòa nhà.

## Danh sách bài hát
| Đĩa đơn CD / EP nhạc số | Đĩa đơn CD / EP nhạc số                                  | Đĩa đơn CD / EP nhạc số | Đĩa đơn CD / EP nhạc số                                       | Đĩa đơn CD / EP nhạc số | Đĩa đơn CD / EP nhạc số |
| STT                     | Nhan đề                                                  | Phổ lời                 | Phổ nhạc                                                      | Biên khúc               | Thời lượng              |
| ----------------------- | -------------------------------------------------------- | ----------------------- | ------------------------------------------------------------- | ----------------------- | ----------------------- |
| 1.                      | "Into the New World" (다시 만난 세계; Dasi Mannan Segye) | Kim Jeong-bae           | Kenzie                                                        | Kenzie                  | 04:25                   |
| 2.                      | "Beginning"                                              | Yoon Hyo-sang           | Anna-Lena Margaretha Hogdahl Mattias Lindblom Anders Wollbeck | Hwang Seong-je          | 03:03                   |
| 3.                      | "Perfect for You" (소원; Sowon)                          | Kwon Yun-jeong          | Ingrid Skretting                                              | Kenzie                  | 03:14                   |
| 4.                      | "Into the New World" (Nhạc khí)                          |                         | Kenzie                                                        | Kenzie                  | 04:25                   |
| Tổng thời lượng:        | Tổng thời lượng:                                         | Tổng thời lượng:        | Tổng thời lượng:                                              | Tổng thời lượng:        | 15:07                   |

| Đĩa đơn nhạc số – Bản remix | Đĩa đơn nhạc số – Bản remix  | Đĩa đơn nhạc số – Bản remix | Đĩa đơn nhạc số – Bản remix | Đĩa đơn nhạc số – Bản remix | Đĩa đơn nhạc số – Bản remix |
| STT                         | Nhan đề                      | Phổ lời                     | Phổ nhạc                    | Biên khúc                   | Thời lượng                  |
| --------------------------- | ---------------------------- | --------------------------- | --------------------------- | --------------------------- | --------------------------- |
| 1.                          | "Into the New World" (Remix) | Kim Jeong-bae               | Kenzie                      | Kenzie                      | 04:30                       |

## Bảng xếp hạng
| Bảng xếp hạng (2010)       | Vị trí cao nhất |
| -------------------------- | --------------- |
| South Korean Albums (Gaon) | 2               |

| Bảng xếp hạng (2007)       | Vị trí cao nhất |
| -------------------------- | --------------- |
| South Korean Albums (MIAK) | 5               |

| Quốc gia              | Doanh số |
| --------------------- | -------- |
| Hàn Quốc (đĩa vật lý) | 44.754   |

## Lịch sử phát hành
| Vùng          | Ngày phát hành   | Định dạng               | Nhãn             |
| ------------- | ---------------- | ----------------------- | ---------------- |
| Toàn thế giới | 2 tháng 8, 2007  | EP nhạc số              | SM Entertainment |
| Hàn Quốc      | 3 tháng 8, 2007  | Đĩa đơn CD              | SM Entertainment |
| Toàn thế giới | 10 tháng 9, 2007 | Đĩa đơn nhạc số – Remix | SM Entertainment |